# (74071) 1998 MH9
(74071) 1998 MH9 – planetoida z pasa głównego asteroid okrążająca Słońce w ciągu 3,71 lat w średniej odległości 2,4 j.a. Odkryta 19 czerwca 1998 roku.